# Кравченко Леонід Петрович
Леоні́д Петро́вич Кра́вченко (10 травня 1938, село Туріївка Дубровського району Орловської області, тепер Брянської області, Російська Федерація — 2 липня 2018, місто Москва, Російська Федерація) — радянський державний діяч, голова Державного комітету СРСР з телебачення і радіомовлення (Всесоюзної державної телерадіомовної компанії), генеральний директор ТАРС. Член ЦК КПРС у 1990—1991 роках. Народний депутат СРСР (1989—1991).

## Життєпис
Народився в родині вчителів. У перші роки німецько-радянської війни з матір'ю перебував у брянських партизанів. Батько пропав безвісти. Вітчим, теж учасник війни, разом із матір'ю працювали вчителями в сільських школах: спочатку в Брянській області, а після переїзду на Смоленщину — понад 40 років викладали у Логовській семирічній школі Велізького району.
Леонід Кравченко закінчив Логовську семирічну школу, потім Велізьку середню школу Смоленської області із золотою медаллю.
У 1956—1961 роках — студент факультету журналістики Московського державного університету імені Ломоносова. Свою першу літературну роботу — повість «Зустріч зі смертю» написав ще студентом в 1958 році.
Член КПРС з 1960 року.
У 1961—1967 роках — літературний співробітник, заступник редактора відділу економіки «Строительной газеты».
У 1967—1971 роках — заступник головного редактора Головної редакції Центрального телебачення, заступник головного директора програм Центрального телебачення для Москви та Московської області. Зняв декілька документальних фільмів.
У 1971—1975 роках — інструктор відділу пропаганди ЦК КПРС.
У 1975—1980 роках — головний редактор «Строительной газеты».
У 1980—1985 роках — головний редактор газети «Труд».
Одночасно в 1982—1987 роках — секретар правління Спілки журналістів СРСР.
У серпні 1985 — грудні 1988 року — 1-й заступник голови Державного комітету СРСР з телебачення і радіомовлення.
З грудня 1988 по листопад 1990 року — генеральний директор Телеграфного агентство СРСР (ТАРС).
Одночасно в 1988—1991 роках — заступник голови правління Спілки журналістів СРСР.
14 листопада 1990 — 8 лютого 1991 року — голова Державного комітету СРСР з телебачення і радіомовлення. 8 лютого — 26 серпня 1991 року — голова Всесоюзної державної телерадіомовної компанії.
19 серпня 1991 року підкорився рішенням Державного комітету з надзвичайного стану (ДКНС) СРСР та ввів режим суворої політичної цензури на телебаченні, «заборонив подавати інформацію з Білого дому». 21 серпня 1991 року Указом Президента РРФСР тимчасово усунутий з посади. 26 серпня 1991 року — після придушення серпневого путчу — Указом Президента СРСР знятий з посади. У 1991 році виключений зі Спілки журналістів СРСР.
У 1992—1993 роках — політичний оглядач «Юридической газеты». З 1993 по 1998 рік — 1-й заступник головного редактора «Российской газеты».
У 1998—2005 роках — головний редактор «Парламентской газеты» — офіційного друкованого органу Федеральних зборів Російської Федерації.
Одночасно в 1998—1999 роках — член Ради директорів ВАТ «ТВ-Столиця». З липня 1998 по липень 1999 року — перший заступник голови Ради директорів ВАТ «ТВ-Центр».
З 2005 року працював першим заступником головного редактора «Строительной газеты» в Москві.
Помер 2 липня 2018 року в Москві, похований на Троєкуровському цвинтарі Москви.

## Нагороди і звання
- два ордени Трудового Червоного Прапора
- медалі